# Brandon Jones (herec)
Brandon William Jones (* 7. května 1988 Greensboro) je americký herec, hudebník, producent a model.
Je známý především svou rolí Liama v seriálu Anatomie lži, dále hrál jako Andrew Campbell v Prolhaných kráskách, také jako Liam v The Fosters a ztvárnil Charlieho Russella v Kriminálce Las Vegas.

## Život a kariéra
Jones se narodil v Greensboro, v Severní Karolíně a byl vychován v blízkém městě McLeansville rodiči Kimberly a Reid Jones. Je jedináček. Jones se věnoval na střední škole sportu, hrál americký fotbal, běhal a zápasil. Začátkem roku 2009 se Jones odstěhoval z východního pobřeží, a přestěhoval se do Los Angeles a kde krátce na to začal hrát.
V říjnu v roce 2011, bylo oznámeno, že Jones bude hrát v Kriminálce Las Vegas, v roli Charlie Russell, syna D.B. Russell (hrál Ted Danson ). Webové zpravodajství E! Online oznámilo na začátku srpna roku 2012, že Jones bude hostující hvězdou v Prolhaných kráskách v roli Andrew Campbella. Take se objevil ve webové sérii If I Can Dream spolu s Justinem Gastonem .
Jones se také objevil v Unbreakable Kimmy Schmidt jako snoubenec Cyndee.

## Filmografie

### Film
| Rok  | Titul                   | Role         | Poznámky                            |
| ---- | ----------------------- | ------------ | ----------------------------------- |
| 2011 | Eye of the Storm        | Cigazombie   | Krátký film; také výkonným výrobcem |
| 2011 | Born to Race            | Fotbalista   | Přímo na video                      |
| 2013 | Killer Reality          | Matt         | Televizní film                      |
| 2014 | Hello, My Name Is Frank | Kevin Bowman |                                     |